# Dacninae
Dacninae (Цукристні) — підродина горобцеподібних птахів родини саякових (Thraupidae), що включає 3 роди і 15 видів. Представники цієї підродини поширені від південної Мексики через Центральну і Південну Америку до західної Болівії, південної Бразилії і північно-східної Аргентини.

## Опис
Серед усіх саякових представники родини Dacninae демонструють найбільший статевий диморфізм: самці мають переважно яскраво-синє забарвлення, а самиці зелене. Крім того, оперення деяких цукристних демонструють найбільшу здатність до відбиття ультрафіолетових променів серед усіх представників родини. На відміну від схожості в забарвлення, представники підродини цукристних демонструють суттєві відмінності у формі дзьоба і в харчовій поведінці. Хоча представники всіх трьох родів живляться плодами і комахами, різниця в їх харчовій поведінці безпосередньо впливає на форму дзьоба. 
Терзинам притаманні унікальні поведінкові і морфологічні риси, зокрема плаский дзьоб. Вони чатують на комах, сидячи на відкритому місці, а коли побачать їх, то підлітають і хапають, використовуючи свій характерний дзьоб. Танагри-медоїди і цукристи включають в свій раціон нектар. Танагри-медоїди мають вузькі, довгі, вигнуті дзьоби. Дзьоби цукристів також вузькі, однак більш короткі і більш загострені.

## Таксономія
Через морфологічні відмінності терзин раніше відносили до окремої родини Tersinidae, підродини Tersininae або до монотипової триби Tersinini. Однак подальший молекулярний аналіз підтвердив включення цього роду до підродини Dacninae, зокрема, його близьку спорідненість з родами Dacnis і Cyanerpes. Роди Dacnis і Cyanerpes в минулому відносили до родини Coerebidae, однак з 1970-х років вони поміщаються в підродину Tersinidae.
Молекулярно-філогенетичне дослідження 2014 року підтвердило монофілітичність подродини Dacninae. а також монофілітичність кожного з рьох родів цієї підродини.

## Роди
- Терзина (Tersina) — 1 вид (рід монотиповий)
- Танагра-медоїд (Cyanerpes) — 4 види
- Цукрист (Dacnis) — 10 видів